# Ерик Брандън
Ерик Брандън (на английски: Eric Brandon) е британски автомобилен състезател, пилот от Формула 1. Роден е на 18 юли 1920 г. в Ийст Хам, Великобритания.

## Формула 1
Ерик Брандън прави своя дебют във Формула 1 в Голямата награда на Швейцария през 1952 г. В световния шампионат записва 5 състезания, като не успява да спечели точки, състезава се с частен Купър.